# Jean-François Jodar
Jean-François Jodar est un footballeur international français, né le 2 décembre 1949 à Montereau-Fault-Yonne. Il évoluait au poste de défenseur.

## Biographie
Il est sélectionné six fois en équipe de France.
Sa première sélection a lieu le 18 juin 1972 et la dernière le 26 avril 1975.
Il est élu Monterelais de l'année le 6 janvier 2001.

## Carrière

### Joueur
- 1967-1975 :  Stade de Reims
- 1975-1979 :  Olympique lyonnais
- 1979-1983 :  RC Strasbourg
- 1983-1985 :  FC Montceau Bourgogne

### Entraîneur
- 1983-1987 :  FC Montceau Bourgogne
- 1987-1988 :  France (adjoint)
- 1988-1999 :  Équipe de France des moins de 17 ans de football et des moins de 18 ans
- 1999-2002 :  Équipe de France des moins de 17 ans de football
- 2002-2004 :  Émirats arabes unis moins de 20 ans
- 2004-2006 :  Émirats arabes unis
- 2006-2009 :  Mali
- déc 2009-mai 2010 :  Hassania d'Agadir[3]
- mai 2010- décembre 2010 :  Moghreb de Tétouan

## Palmarès

### Joueur
- Finaliste de la Coupe de France en 1976 avec l'Olympique lyonnais

### Entraîneur
- Vainqueur du Championnat d'Europe des moins de 18 ans 1997 avec l'équipe de France U18
- Vainqueur de la Coupe du monde des moins de 17 ans 2001 avec l'équipe de France U17
- Finaliste de l'Euro des moins de 16 ans en 2001